# Eduardo Lora
Eduardo Lora é um economista colombiano.
Lora é mestre em economia pela London School of Economics. Ele é o principal conselheiro do Departamento de Pesquisa do Banco Interamericano de Desenvolvimento; ele coordenou, entre outras coisas, o relatório anual do Banco, chamado Economia e Progresso Social na América Latina. Ele foi membro associado da Faculdade Saint Anthony da Universidade de Oxford, editor de Coyuntura Económica e diretor-executivo da Fedesarrollo, a principal instituição de pesquisa de políticas públicas da Colômbia.
Entre suas "publicações estão um livro didático sobre estatística econômica e um livro didático introdutório sobre a economia colombiana."